# Комитет по хранителна промишленост
Комитетът по хранителна промишленост е държавна институция в България, съществувала през 1963-1966 година. Образуван е с разделянето на Комитета по лека и хранителна промишленост. Няма ранг на министерство и задачата му е да управлява хранителната промишленост, която по това време са почти изцяло национализирани. През 1966 година е преобразуван в Министерство на хранителната промишленост.